# Billy Madison
Pour plus de détails, voir Fiche technique et Distribution.
Billy Madison est un film américain réalisé par Tamra Davis, sorti en 1995.

## Synopsis
Afin d'hériter l'empire hôtelier de son père, un homme immature et fainéant doit retourner à l'école. Billy fera de sa maternelle jusqu'à son secondaire 5. Il sera arrêté par Eric Gordon, le vice-président des industries Madison, qui ne cherche qu'à prendre le contrôle des chaînes hôtelières. Avec l'aide de sa professeur de quatrième année dont il est amoureux et de ses amis qu'il a rencontrés à travers ses différentes étapes scolaires, il battra Eric à un combat de connaissances et décrochera son diplôme.

## Fiche technique
- Titre : Billy Madison
- Réalisation : Tamra Davis
- Scénario : Tim Herlihy (en) et Adam Sandler
- Production : Robert Simonds et Jack Giarraputo
- Société de production : Universal Pictures
- Musique : Randy Edelman et Adam Sandler
- Photographie : Victor Hammer
- Montage : John Gilroy et Jeffrey Wolf
- Décors : Perry Andelin Blake
- Pays d'origine : États-Unis
- Format : Couleurs - 1,85:1 - DTS - 35 mm
- Genre : Comédie
- Durée : 89 minutes
- Date de sortie : 10 février 1995 (Canada, États-Unis)
- DVD : le 3 janvier 2002 chez l'éditeur Universal Pictures Vidéo

## Distribution
- Adam Sandler (VF : Christian Bénard) : Billy Madison
- Darren McGavin : Brian Madison
- Bridgette Wilson : Veronica Vaughn
- Bradley Whitford (VF : Jérôme Keen) : Eric Gordon
- Josh Mostel : Principal Max Anderson
- Norm Macdonald : Frank
- Mark Beltzman : Jack
- Larry Hankin : Carl Alphonse
- Theresa Merritt : Juanita
- Dina Platias : Miss Lippy
- Harant Alianak : Pete
- Vincent Marino : Cook
- Jack Mather : Ted Clemens
- Christopher Kelk : Rollo le portier
- Chris Farley (VF : Marc Alfos) : Conducteur de bus

## Autour du film
- Steve Buscemi fait deux apparitions dans le rôle de Danny McGrath, et Chris Farley dans celui du chauffeur de bus de l'école.
- Dans ses films, Adam Sandler aime bien que le nom de ses amoureuses commence par la lettre V. Virginia Venit dans Happy Gilmore, Vicki Vallencourt dans Waterboy, Valerie Veran dans Little Nicky et Veronica Vaughn dans ce Billy Madison.

## Récompenses
- Nomination au prix du meilleur comique (Adam Sandler), lors des MTV Movie Awards 1995.